# Malte Rosemeyer
Malte Rosemeyer (* 1982) ist ein deutscher Romanist.

## Leben
Von 2002 bis 2009 studierte er romanische Philologie, Anglistik und Geschichte an der Universität zu Köln. Nach dem Magister Artium 2009 in spanischer Sprachwissenschaft bei Daniel Jacob war er von 2012 bis 2021 wissenschaftlicher Mitarbeiter sowie Akademischer Rat (ab 2014) am Romanischen Seminar der Albert-Ludwigs-Universität Freiburg. Nach der Promotion 2013 bei Rolf Kailuweit und Daniel Jacob und der Habilitation 2020 an der Albert-Ludwigs-Universität Freiburg ist er seit 2021 Professor für Romanische Philologie/Sprachwissenschaft des Spanischen (W2 mit TT zu W3) an der FU Berlin.